# Staurastrum arachne
Staurastrum arachne  là một loài Song tinh tảo trong họ Desmidiaceae, thuộc chi Staurastrum.